# جوسلین بیرچ بوردیک
جوسلین بیرچ بوردیک (به انگلیسی: Jocelyn Birch Burdick) سناتور سابق عضو حزب دموکرات ایالات متحده آمریکا بود. وی در سال ۱۹۹۲ میلادی سناتور ایالت داکوتای شمالی در سنای ایالات متحده آمریکا بود.